# Gabriella Farinon
Gabriella Farinon, menționată uneori ca Gaby Farinon, (n. 17 august 1941, Treviso, Veneto, Italia) este o actriță și prezentatoare de televiziune italiană.